# Радіограма

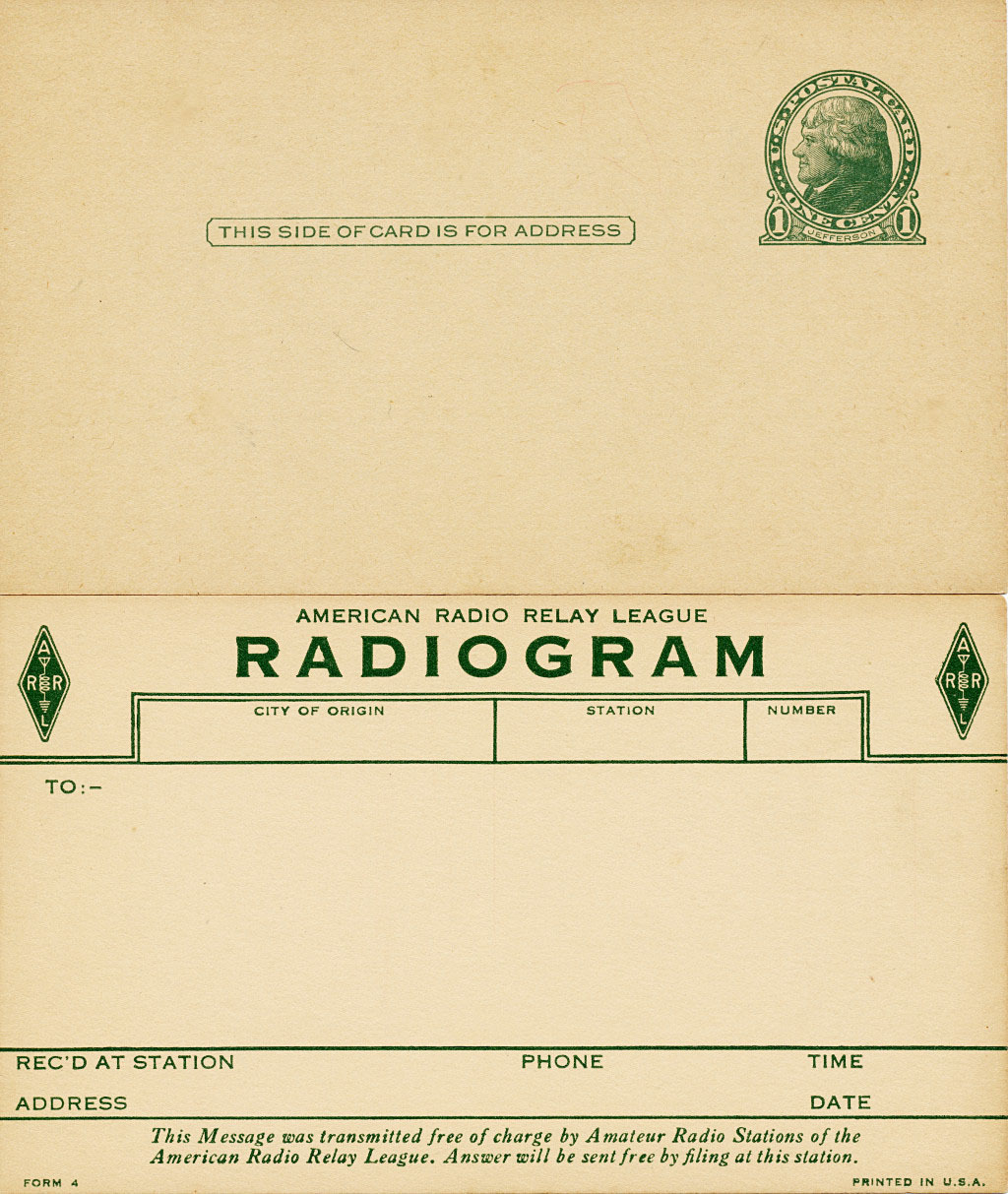
Формалізований бланк радіограми. 1925

Радіограма — різновид радіоповідомлення, що передається голосом або за допомогою сигнального алфавіту відправляє, і фіксується тим, що приймає на папері. Також відомі як радіотелеграма або радіотелеграфне повідомлення, радіограми використовують стандартизований формат повідомлення, форму та процедури радіотелефонної та/або радіотелеграфної передачі. На відміну від телеграми, радіограма може адресуватися кільком станціям-абонентам, як конкретно названим станцією, що передає, так і «всім станціям», що працюють на частоті передачі. Була поширена в епоху розвитку радіо, для зв'язку з віддаленими абонентами в місцях, куди неможливо або важко було прокласти лінії дротового телефонного або телеграфного зв'язку, наприклад, у гірських районах, островах, аеродромах, кораблях, літаках, дирижаблях з військовими, моряками, полярниками, геологами, археологами, нафтовиками, золотодобувачами, оленярів, дослідниками тундри та іншими. Також під радіограмами пізніше стали розуміти телеграми, передані бездротовими телеграфним комунікаціям з допомогою телеграфного коду. Історично морські радіослужби, військові організації та радіоаматорські організації використовували різні формати.

## Історія розвитку
З 1850 року до середини 20-го століття індустріальні країни використовували електричний телеграф як службу передачі текстових повідомлень на великі відстані від людини до людини. Телеграфна система складалася з двох або більше територіально відокремлених станцій, з'єднаних дротом на телеграфних стовпах. Повідомлення надсилалося оператором з однієй станції, натиснувши на телеграфну клавішу, яка посилала імпульси струму від батареї чи генератора по дроту до приймальної станції, передаючи текстове повідомлення азбукою Морзе. На приймальній станції струм активував телеграфний ехолот, який виробляв серію звукових клацань, а приймальний оператор, який знав азбуку Морзе, переводив клацання в текст і записував повідомлення. До 1870-х років більшість індустріальних країн мали загальнонаціональну телеграфну мережу з телеграфними відділеннями в більшості міст, що дозволяло громадянам надсилати повідомлення, яке називається телеграмою, за певну плату будь-якій особі в країні. Підводні телеграфні кабелі дозволяли передавати міжконтинентальні повідомлення, які називаються кабельграмами.
Винахід радіотелеграфії (бездротової телеграфії) зв'язку близько 1900 року дозволив надсилати телеграфні сигнали по радіо. Оператор на радіопередавачі натискав на телеграфну клавішу, вмикав і вимикав передавач, посилаючи імпульси радіохвиль повітрям. На приймальній станції радіоприймач приймав імпульси і робив їх чутними як послідовність звукових сигналів у навушник, а оператор, що приймає, перекладає азбуку Морзе на текст і записує його зміст. Високошвидкісні системи використовували паперову стрічку для надсилання та запису повідомлення. Демонстрація Гульєльмо Марконі трансатлантичної радіотелеграфної передачі в 1901 році показала, що бездротовий телеграф може бути корисною технологією зв'язку на великій відстані, яка не вимагає дорогого встановлення телеграфного дроту. Близько 1906 року індустріальні країни почали будувати потужні трансокеанські радіотелеграфні станції для зв'язку з іншими країнами та їхніми заморськими колоніями. До Першої світової війни вони були інтегровані з наземними телеграфними мережами, тож громадяни могли звернутися до телеграфного відділення та надіслати телеграфне повідомлення від людини до людини по радіо в іншу країну. Це було записано на стандартизованій формі, яка називалася радіограмою. Міжнародна радіотелеграфія була дорогою, тому радіограми в основному використовувалися для ділового та комерційного спілкування.
Концепція стандартного формату повідомлення виникла ще при дротовому телеграфі. Кожна телеграфна компанія, ймовірно, мала свій власний формат, але незабаром після того, як почалися надаватися радіотелеграфні послуги, деякі елементи формату обміну повідомленнями були кодифіковані міжнародними конвенціями (таких як Міжнародна радіотелеграфна конвенція, Вашингтон, 1927 р.), і потім вони часто дублювалися в національних правила радіозв'язку (наприклад, FCC у США) і у військово-процесуальній документації.
Військові різних держав самостійно розробили власні процедури передавання даних, і крім того, що вони відрізнялися від міжнародних процедур, вони іноді відрізнялися між різними видами та родами військ в одній країні. Стандартний військовий формат радіограми (в державах-членах НАТО) відомий як 16-рядковий формат повідомлення, оскільки паперова форма повідомлення транскрибується за допомогою голосу, азбуки Морзе або форматів передачі TTY. Кожен рядок формату містить попередньо визначений вміст.